# Distrito Histórico de West Vernor-Lawndale
El Distrito Histórico de West Vernor-Lawndale es un distrito histórico comercial de dos cuadras ubicado a lo largo de la autopista West Vernor entre las calles Cabot y Ferris en Detroit (Estados Unidos). El distrito comprende 121 406 m² e incluye 10 edificios. Fue incluido en el Registro Nacional de Lugares Históricos en 2002. 

## Historia
Esta área alrededor de West Vernor Highway fue colonizada por inmigrantes alemanes en la década de 1870 y se convirtió en una pequeña comunidad agrícola. A principios de 1900, las granjas comenzaron a dividirse en subdivisiones. Se construyeron algunos edificios comerciales durante este tiempo, pero el desarrollo comercial en el distrito aumentó rápidamente en la década de 1920 después de la finalización del cercano Ford River Rouge Complex y la posterior expansión de los distritos residenciales cercanos. La mayoría de los edificios dentro del distrito datan de esta época.
El desarrollo cesó durante la Gran Depresión. Posteriormente, el área siguió siendo económicamente viable hasta la década de 1960, cuando se hicieron evidentes los efectos de la pérdida de población y la desinversión en toda la ciudad. Sin embargo, el distrito de Vernor/Lawndale conserva una mezcla diversa de grupos étnicos, con los inmigrantes alemanes originales dando paso a una población principalmente afroamericana y latina.

## Descripción
El distrito de West Vemor/Lawndale incluye diez edificios comerciales y comerciales/de apartamentos a lo largo de West Vernor. Estos edificios incluyen:
- 8547-8605 Oeste de Vernor, 1925. Un edificio de ladrillo de dos pisos con dos tiendas debajo y apartamentos residenciales arriba.
- 8617-19 Oeste de Vernor, 1925. Un edificio de ladrillo de dos pisos con tiendas debajo y apartamentos residenciales arriba.
- 8623-27 Oeste de Vernor, 1916. Un edificio de ladrillo comercial de dos pisos con tiendas debajo y apartamentos residenciales arriba.
- 8633 Oeste de Vernor, 1925. Un edificio de ladrillo de dos pisos con tiendas debajo y apartamentos residenciales arriba.
- 8634-40 West Vernor, (Edificio Weisburg) 1926. Un gran edificio de ladrillo de estilo georgiano de tres pisos que originalmente tenía tres tiendas debajo y 18 apartamentos arriba.
- 8701-11 West Vernor, (Odd Fellows Hall) 1917. Una estructura de ladrillo Adamesque de dos pisos, diseñada por Fred Swirsky, con un escaparate debajo y un salón público arriba.
- 8710 West Vernor, (Banco Popular del Estado) 1919. Un edificio comercial de ladrillo con frente de templo neoclásico de un piso.
- 8715-41 West Vernor, (Apartamentos Ferndale) 1923. Un gran edificio de ladrillo de estilo georgiano de tres pisos construido en forma de H, con tiendas debajo y apartamentos en los dos niveles superiores. Este edificio contiene la sucursal Campbell de la Biblioteca Pública de Detroit.
- 8734-36 Oeste de Vernor, 1915. Un edificio de ladrillo de dos pisos con tiendas debajo y apartamentos residenciales arriba.
- 8740-48 West Vernor (Apartamentos Cabot), 1926. Un edificio de ladrillo de estilo georgiano de tres pisos con techo plano rematado con piedra. Los apartamentos están ubicados por encima de los tiendas del nivel de la calle.

## Galería

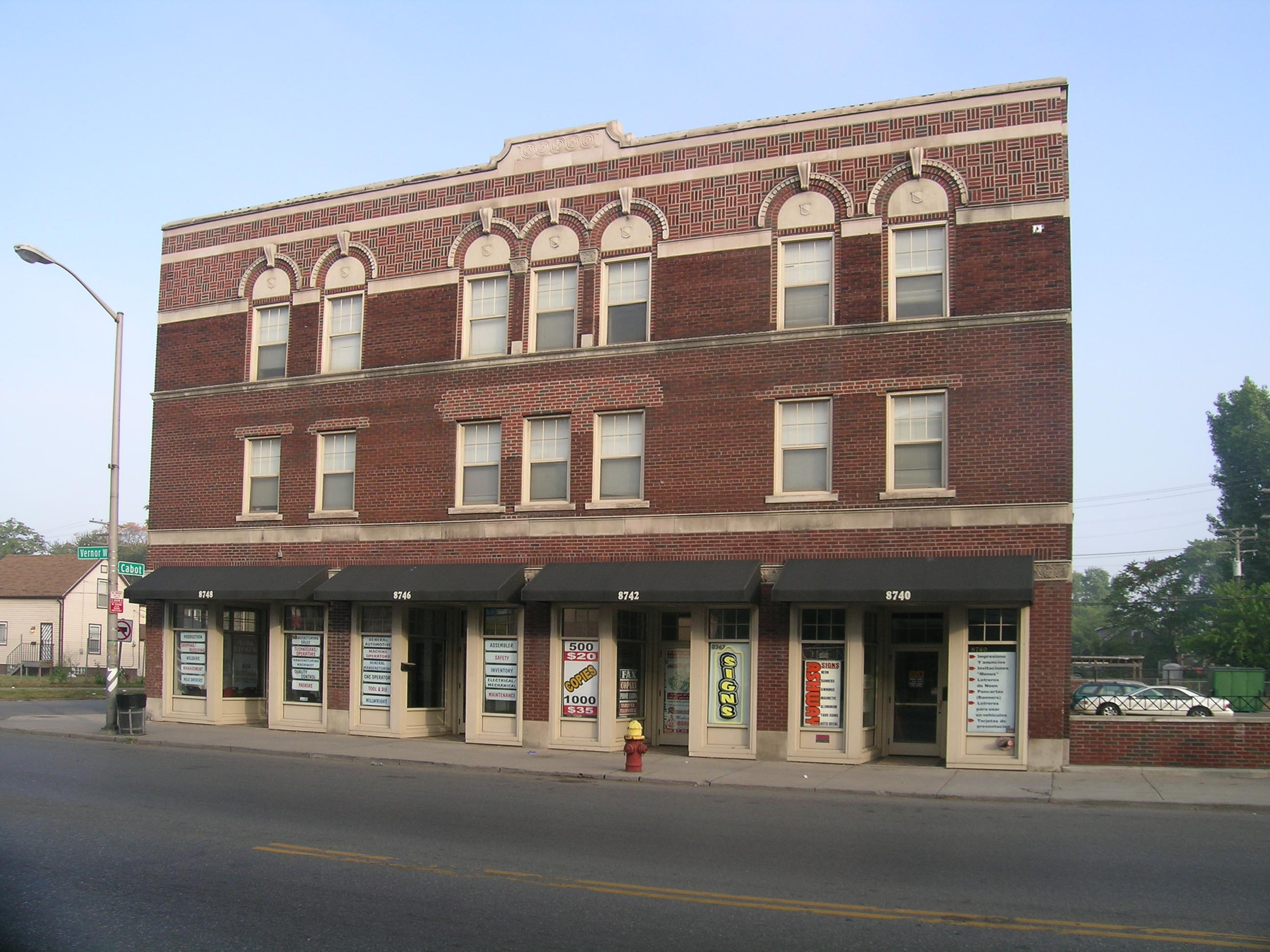
Cabot Apartments, lado norte de Vernor en Cabot
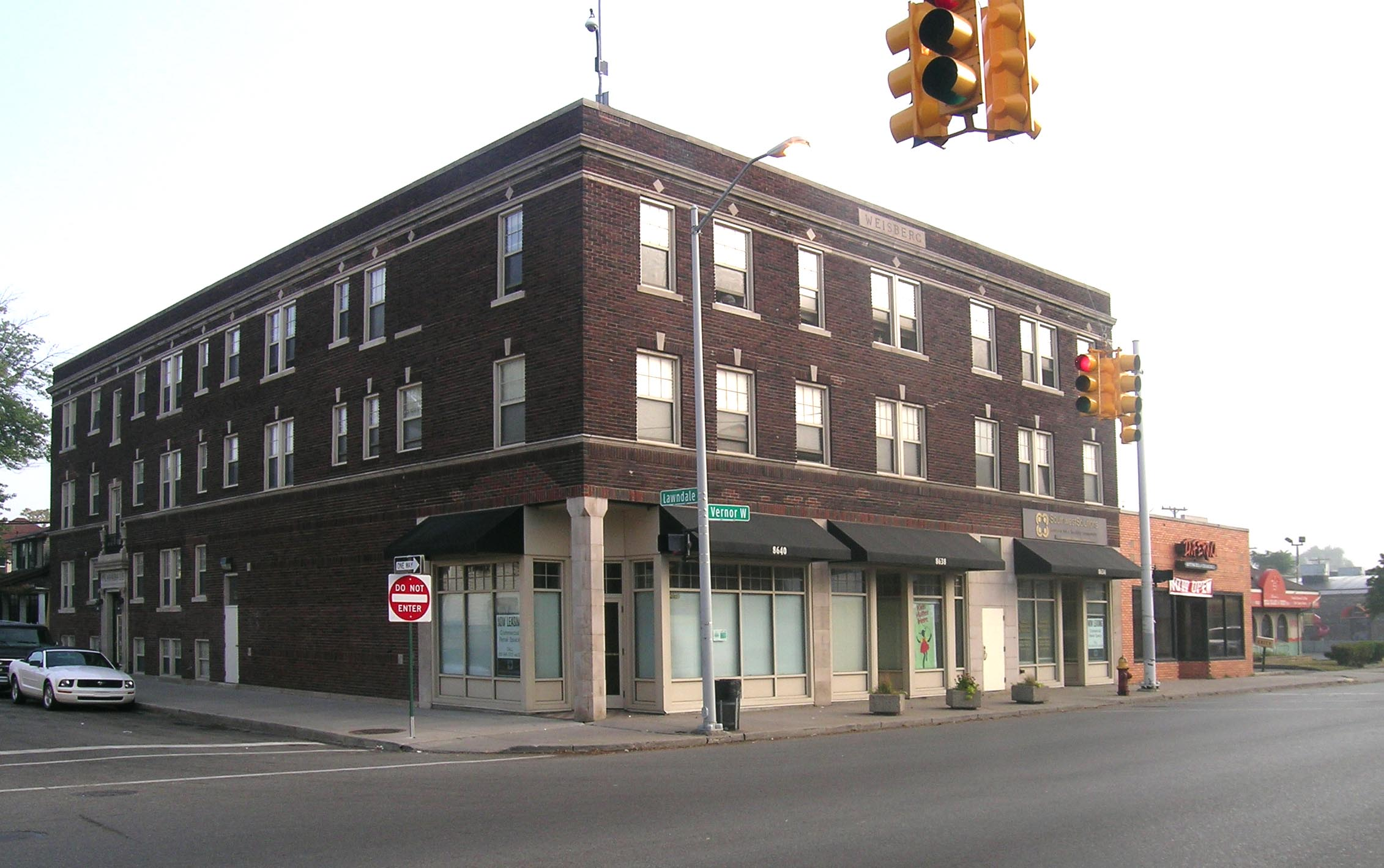
Edificio Weisberg; lado norte de Vernor en Lawndale
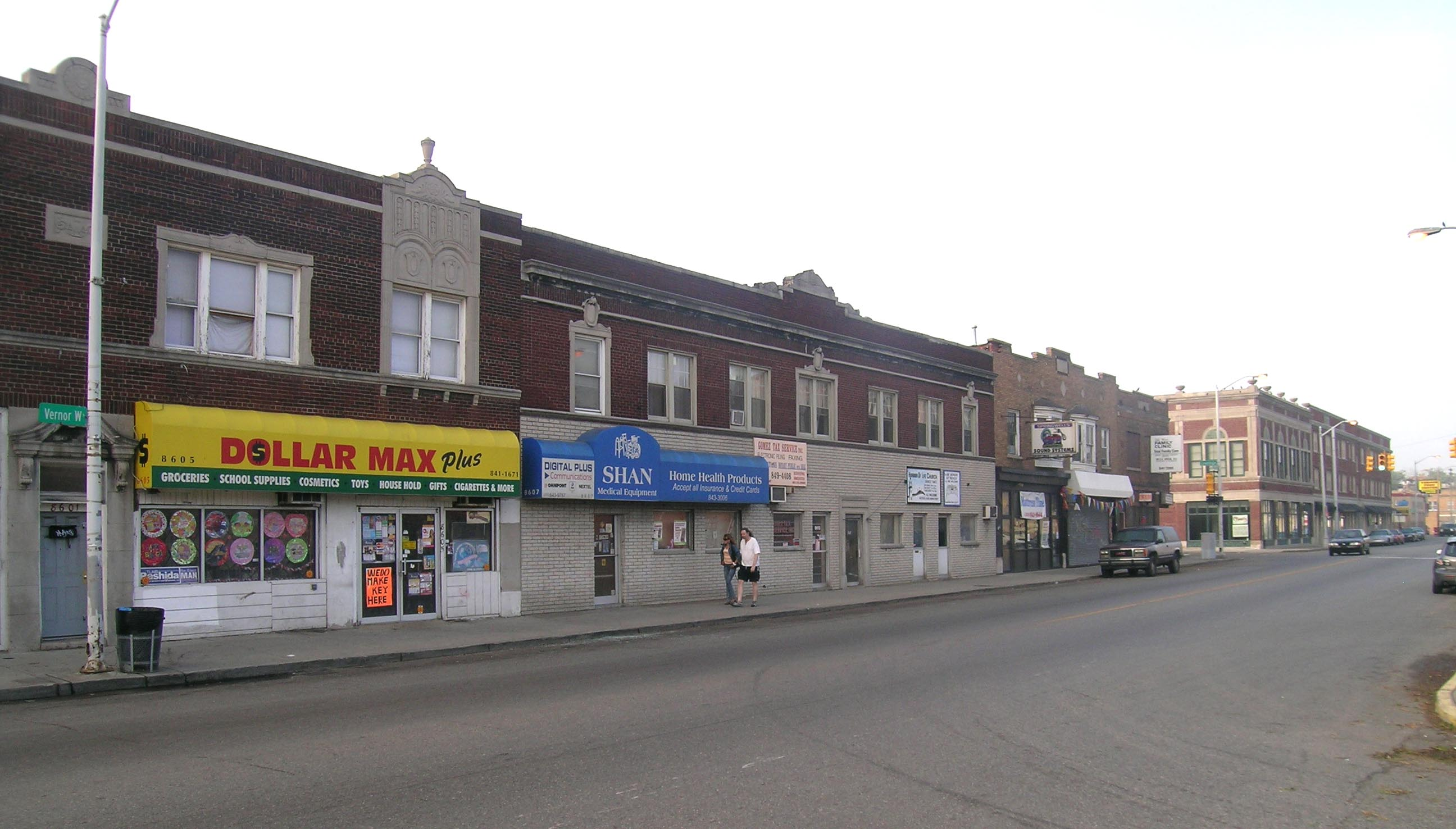
Lado sur de Vernor en Ferris (Cuatro edificios, 8547 - 8633 W Vernor)